# کوه دیکس
کوه دیکس (به انگلیسی: Dix Mountain) یک کوه در ایالات متحده آمریکا است که در نیویورک واقع شده‌است.